# Pavonia argentina
Pavonia argentina är en malvaväxtart som beskrevs av Gürke. Pavonia argentina ingår i släktet påfågelsmalvor, och familjen malvaväxter. Inga underarter finns listade i Catalogue of Life.